# (5719) Krizik
5719 Krizik – planetoida z pasa głównego asteroid okrążająca Słońce w ciągu 3 lat i 111 dni w średniej odległości 2,22 j.a. Została odkryta 7 września 1983 roku w Obserwatorium Kleť w pobliżu Czeskich Budziejowic przez Antonína Mrkosa. Nazwa planetoidy pochodzi od Františka Křižíka (1847-1941), czeskiego inżyniera i wynalazcy. Została ona zasugerowana przez Zdenka Moravca i Milošza Tichýego. Przed nadaniem jej planetoida nosiła oznaczenie tymczasowe (5719) 1983 RX.